# Cyclatemnus affinis
Cyclatemnus affinis es una especie de arácnido del orden Pseudoscorpionida de la familia Atemnidae.

## Distribución geográfica
Se encuentra en Costa de Marfil.